# Badia Petroia
Pour les articles homonymes, voir Badia (homonymie).
Badia Petroia est une frazione de la commune de Città di Castello en  Ombrie (Italie).

## Géographie
Badia Petroia se situe dans la vallée du Nestore, dans la province de Pérouse, aux confins de la Toscane, sur la route provinciale 104 à environ 14 km de Città di Castello, à mi-chemin de Cortone.
Le hameau comptait, en 2001, une population de  172 habitants.

## Histoire
Une abbaye bénédictine est bâtie en 960. Autour de celle-ci se développe un petit village sous la tutelle du comte Ugo dei Marchesi di Colle, marquis de Bourbon ; cette maison, arrivée en Italie avec les Lombards, était vassal  de Monte Santa Maria Tiberina. En 972, le nom du village est mentionné comme Santa Maria di Petruvio.
L'extension de l'abbaye s'étendait jusqu'aux districts de Pérouse et de Cortone, touchant Mucignano, Badia San Casciano, les fleuves Nestore et Aggia. L'abbé Magno, au XIIIe siècle signe d'importants traités avec les villes de Pérouse, Cortone et Città di Castello, pour des raisons d'ordre politique et pour se mettre sous la protection militaire de ses voisins plus puissants.
Au Moyen Âge, les descendants des Bourbon deviennent abbés du couvent, mais cela n'évite pas sa tombée en disgrâce. En effet, en  1571, celui-ci résulte être assujetti à l'abbaye Santa Maria Maggiore de Città di Castello.
En 1781, Pie VI cède les terrains de  Badia Petroia aux gémeaux Rossi dont les descendants possèdent encore aujourd'hui une grande partie des édifices des lieux.

## Économie et manifestations
La position collinaire est propice au développement de l'agriculture.

## Sites particuliers
- Restes du monastère
- Église Santa Maria et San Egidio (Xe siècle), style roman-lombard, trois nefs, plan à croix latine. Crypte  XIIe siècle.

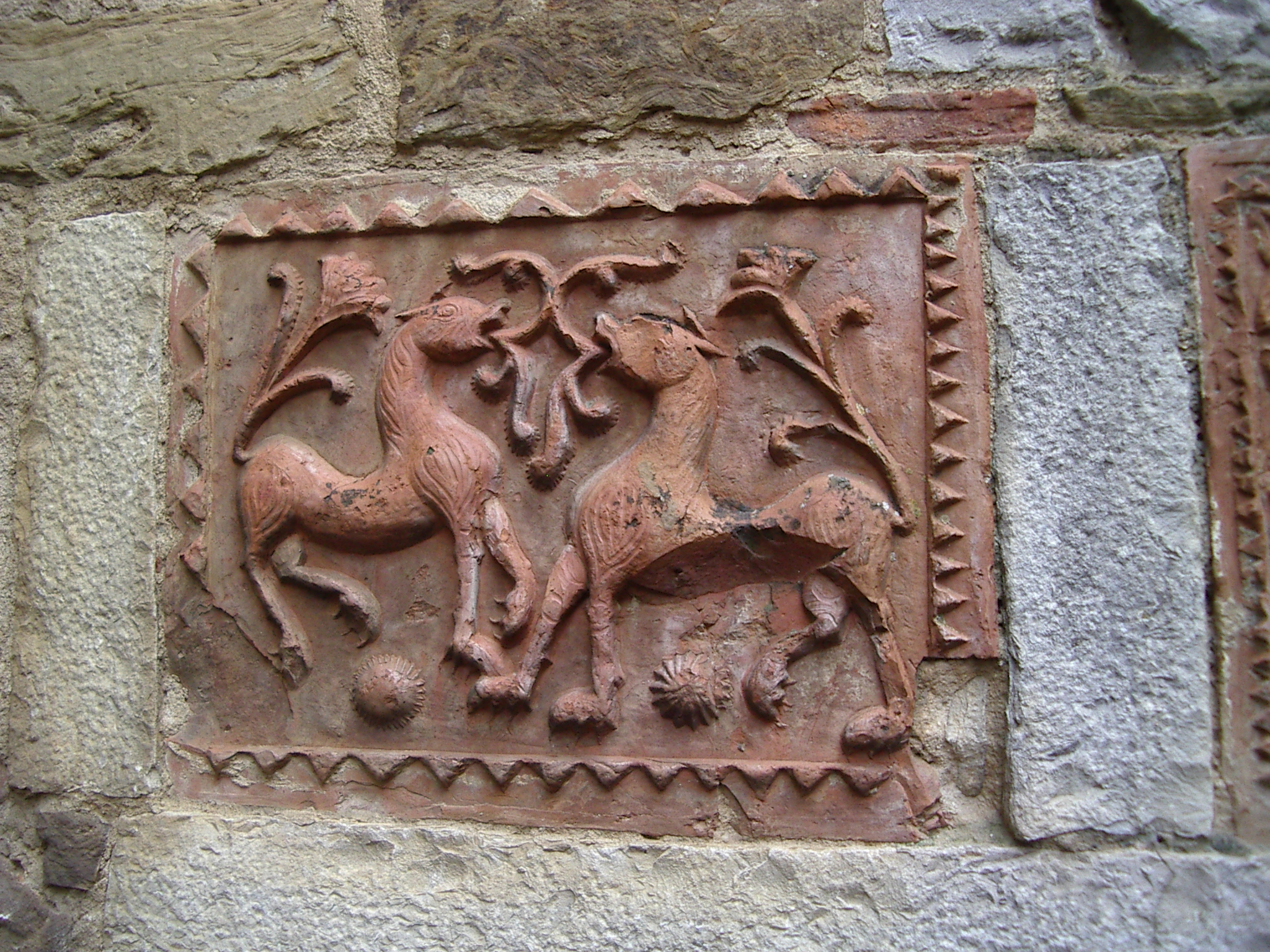
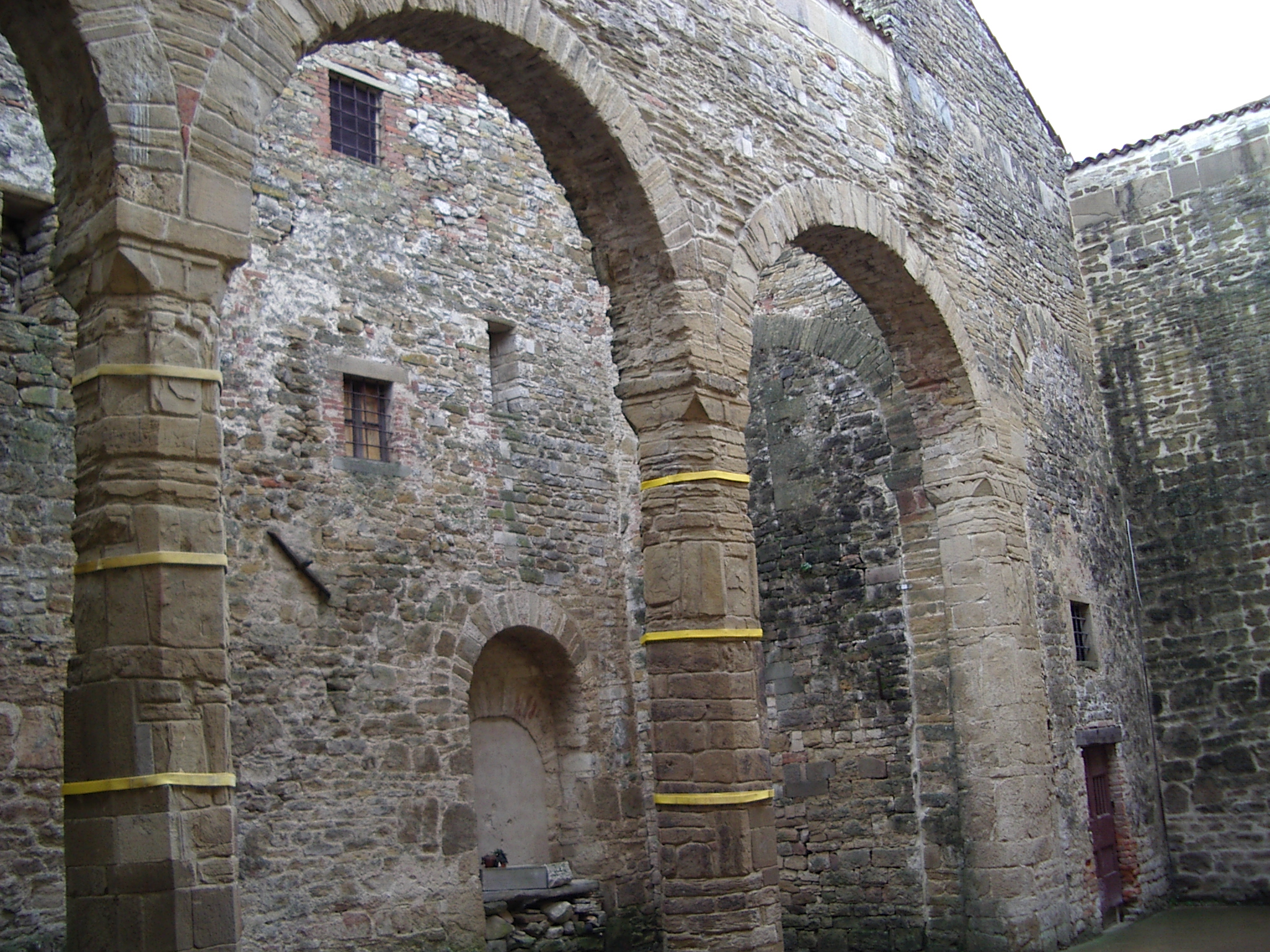
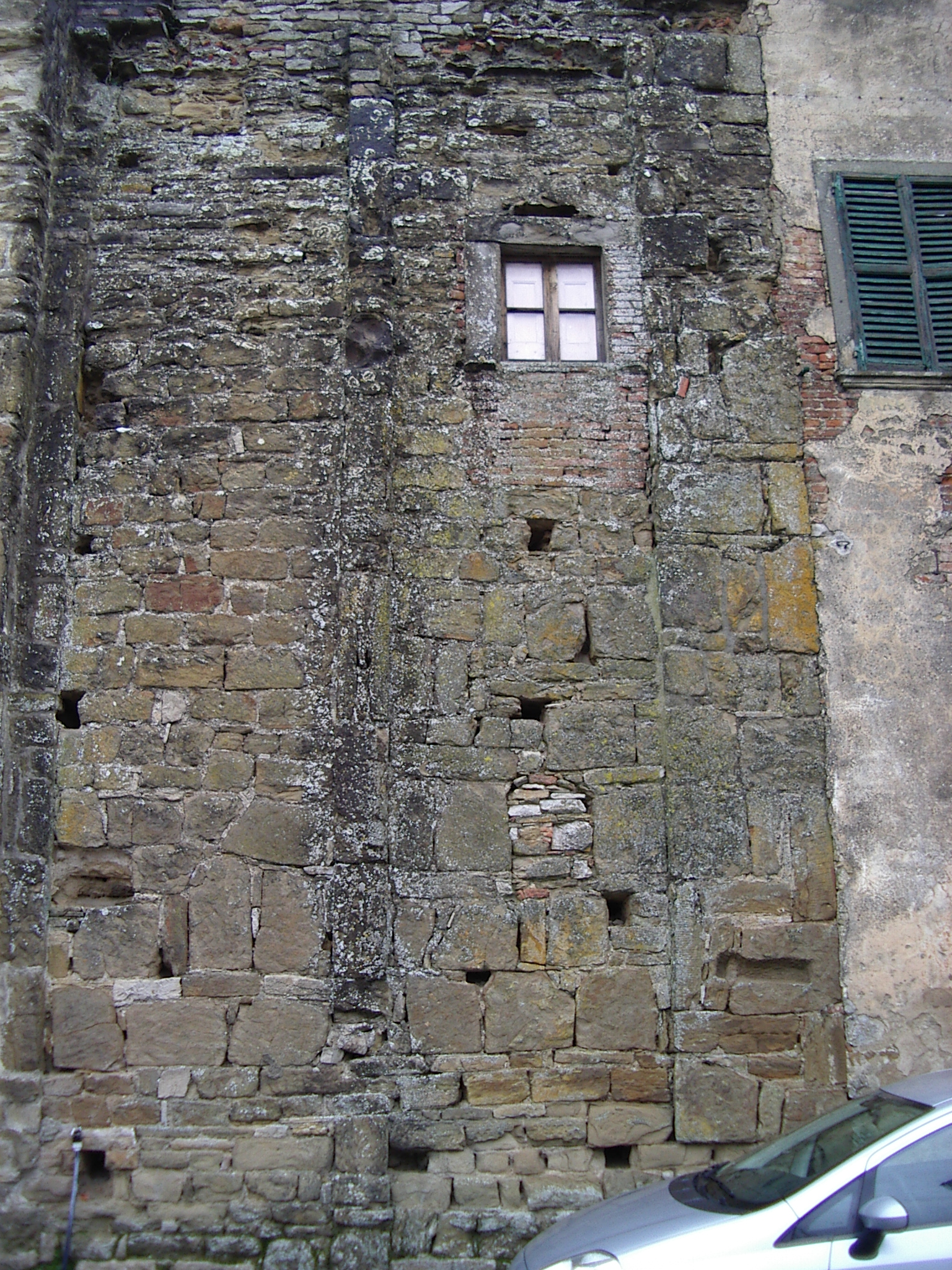
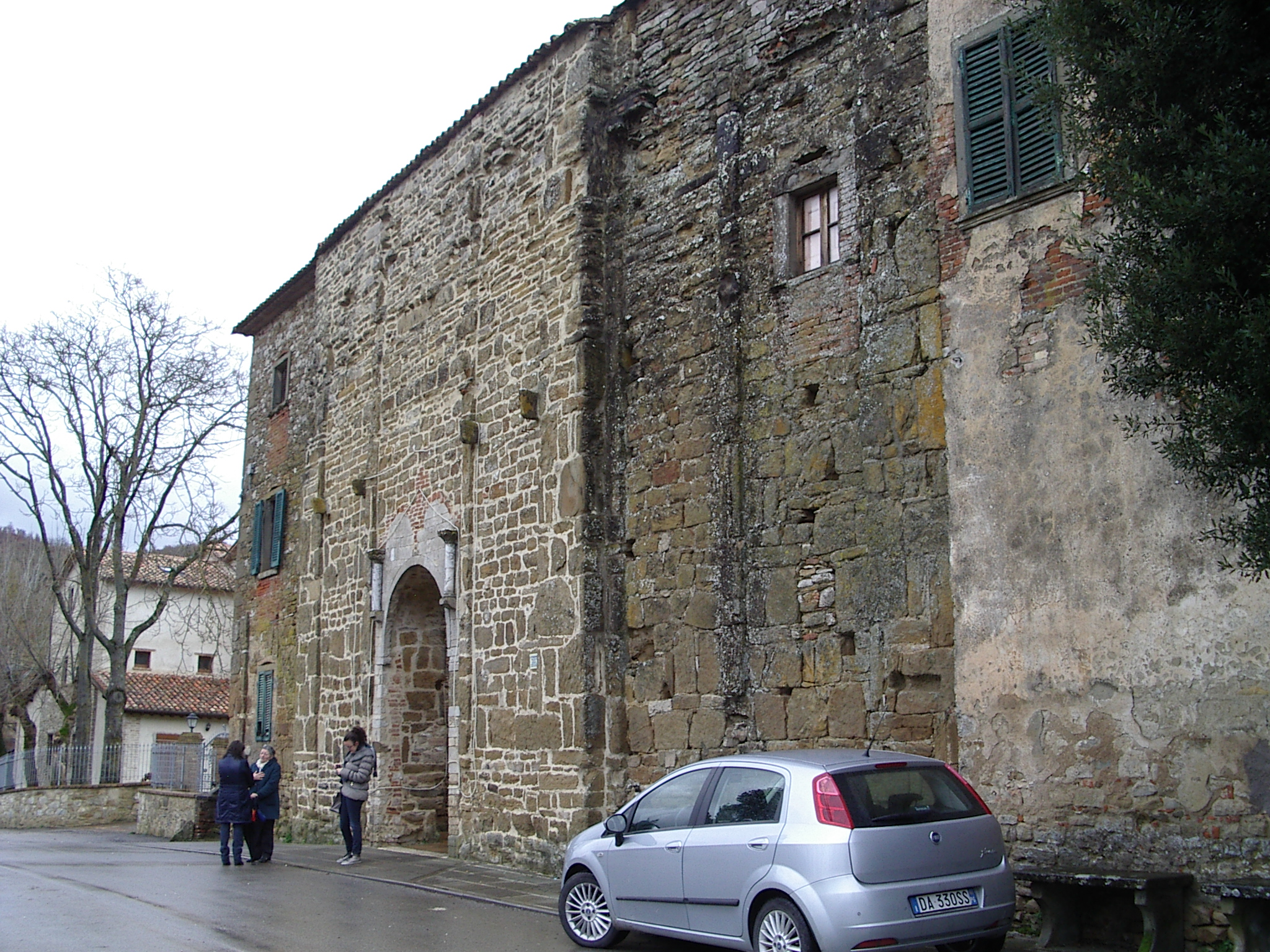

## Sources
- (it) Cet article est partiellement ou en totalité issu de l’article de Wikipédia en italien intitulé « Badia Petroia » (voir la liste des auteurs).